# Fuzil Johnson M1941
O fuzil M1941 ou Johnson M1941 é um fuzil semiautomático estadunidense, que foi usado na Segunda Guerra Mundial. Apesar de não ter sido usado como armamento oficial de Fuzileiros ou Infantaria, o fuzil teve uma produção total de 70 000 exemplares.

## Origem
Com um fuzil tão bem sucedido como o M1 Garand sendo aceito para uso já em 1936, é surpreendente que as tropas americanas usassem outro tipo de fuzil. Mas quando os EUA entraram em guerra, em 1941, o exército tinha ainda alguns corpos de tropa por equipar com um fuzil, e o Corpo de Fuzileiros Navais estava na fila, com perspectivas de longa espera. Ambos recorreram ao fuzil Johnson M1941, que tinham examinado e experimentado antes da guerra, rejeitando-o.

## Desenvolvimento
Desenhado e desenvolvido pelo Capitão Melvin Johnson, o M1941 apresentava originalidades interessantes, como, por exemplo, a utilização do recuo do cano para operar o mecanismo. A coronha era praticamente em linha reta, e metade do comprimento do cano não tinha apoio, dando a arma um ar bastante esportivo e gracioso. Uma camisa de aço perfurada formava uma telha ao redor do cano, mas o item mais interessante desse fuzil era o seu carregador, um tambor fixo e rotativo que se encaixava debaixo do receptor e praticamente não alterava as linhas do fuzil. Ele comportava 10 cartuchos, que eram colocados um por um, através de uma portinhola existente no lado direito da arma. Esse carregador era muito simples e robusto de forma que ele jamais se deformava ou avariava. O M1941 era muito fácil de desmontar o que o tornou atraente para os para-quedistas e forças especiais.
Mesmo com suas qualidades, o fuzil Johnson M1941 nunca foi adotado como arma realmente oficial, sendo abandonado à medida que chegavam os suprimentos de Garand. A produção do M1941 foi encerrada em 1944, e muitos foram vendidos para outros países, dentre eles a Holanda que adquiriu 30 000 exemplares para armar as tropas da Companhia Holandesa das Índias Orientais e pouco depois adquiriu mais 100 para testes.  Hoje em dia, o fuzil Johnson M1941 é apenas uma peça de coleção.